# Batracharta nigritogata
Batracharta nigritogata är en fjärilsart som beskrevs av Louis Beethoven Prout 1921. Batracharta nigritogata ingår i släktet Batracharta och familjen nattflyn. Inga underarter finns listade i Catalogue of Life.